# St. Martin (Nassenhausen)

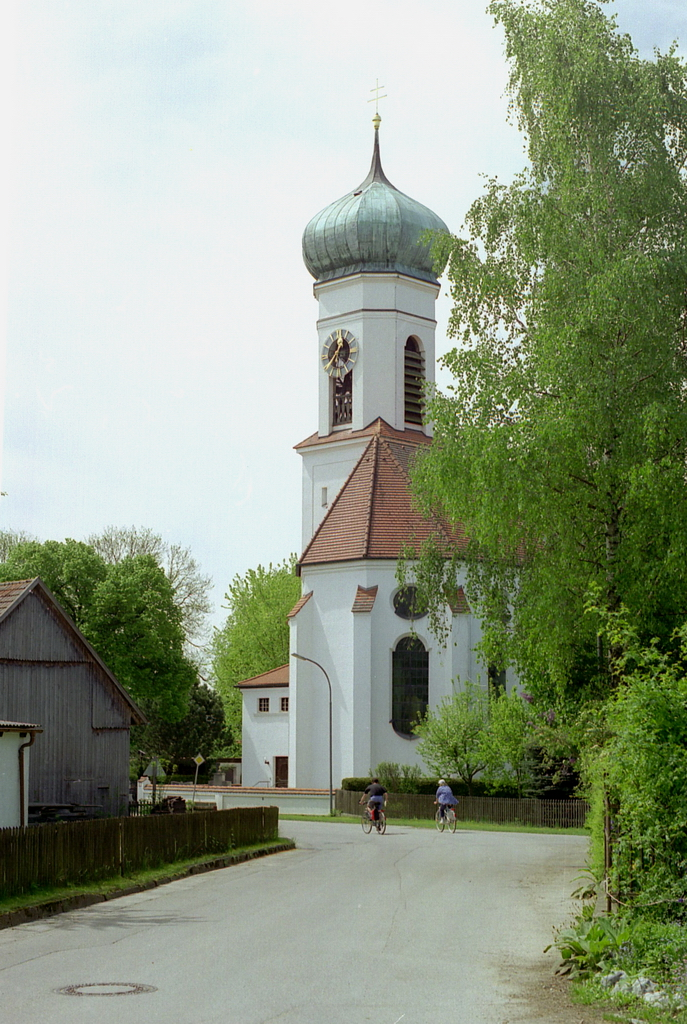
St. Martin in Nassenhausen

Die römisch-katholische Filialkirche St. Martin steht in Nassenhausen, einem Gemeindeteil von Adelshofen im oberbayerischen Landkreis Fürstenfeldbruck. Sie ist in der Liste der Baudenkmäler in Adelshofen (Oberbayern) als Baudenkmal unter der Nr. D-1-79-111-7 eingetragen. Die Kirche gehört zum Dekanat Fürstenfeldbruck im Erzbistum München und Freising.

## Beschreibung

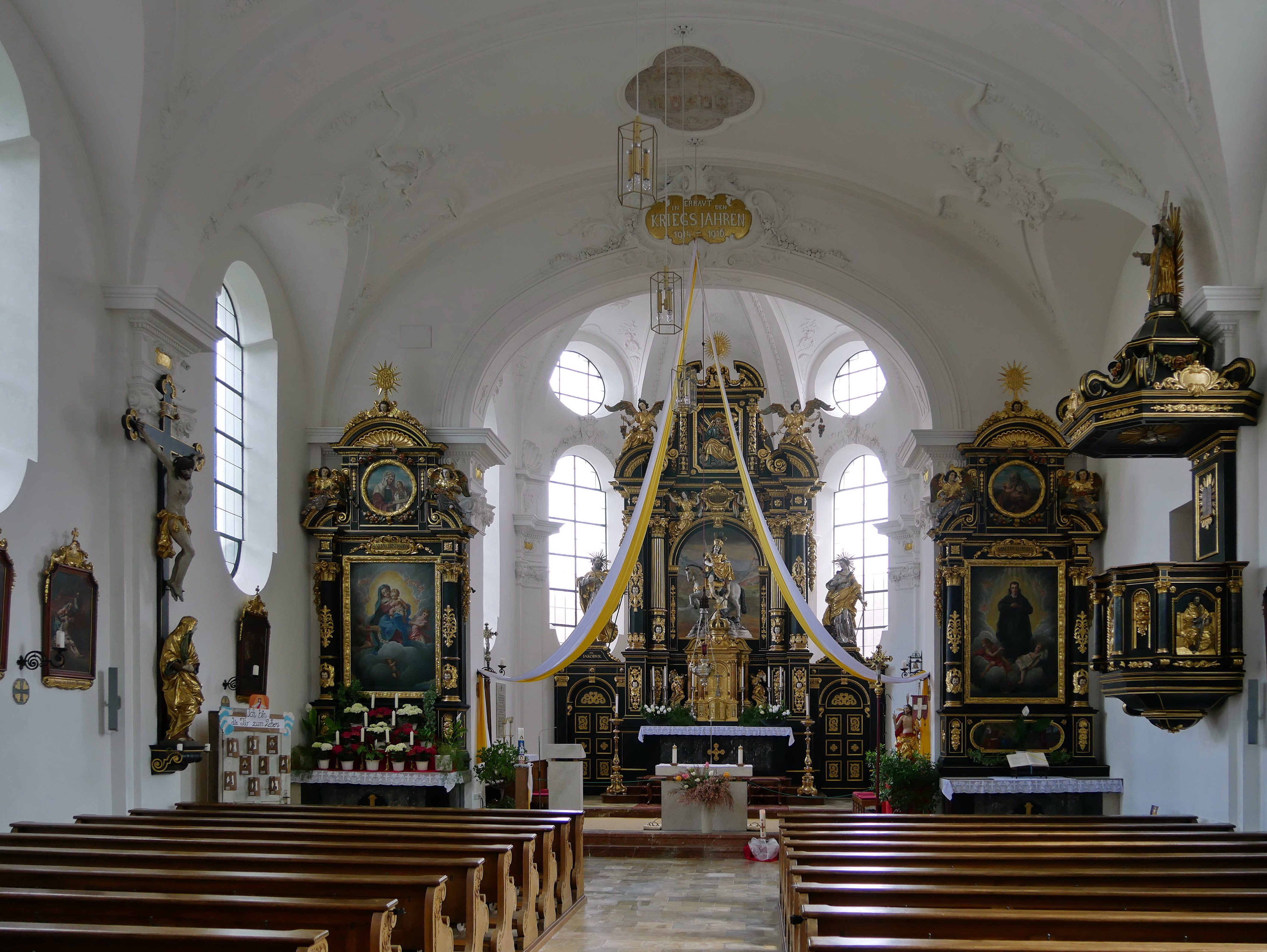
Blick zum Chor

Die neobarocke Saalkirche wurde von 1914 bis 1917 als Stiftung nach einem Entwurf von Hans Schurr erbaut. Sie besteht aus dem Langhaus, dem eingezogenen, dreiseitig geschlossenen Chor im Osten, die beide von Strebepfeilern gestützt werden, und dem Chorflankenturm auf quadratischem Grundriss an der Südwand des Chors. Sein mit einer Zwiebelhaube bedecktes achteckiges Obergeschoss enthält den Glockenstuhl und die Turmuhr. Die Sakristei steht an der Südostecke von Turm und Chor. Vor der Fassade im Westen befindet sich ein Vorbau.
Die Kirchenausstattung stammt von Joseph Elsner junior. Die Entwürfe zu den Skulpturen von Josef Auer stammen von Joseph Elsner senior.

## Orgel

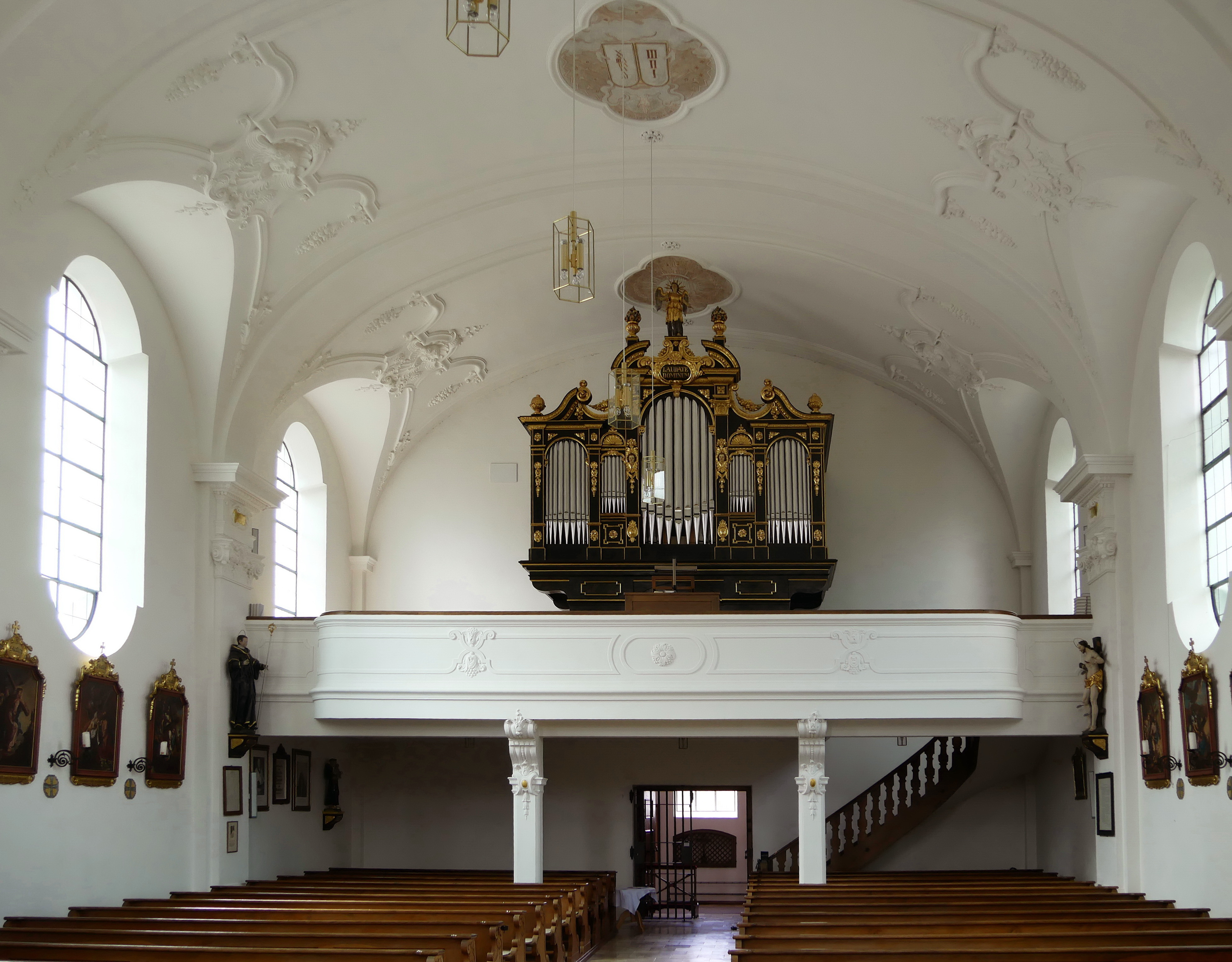
Orgel

Die pneumatische Kegelladen-Orgel mit 14 Registern auf zwei Manualen und Pedal wurde mit einem neubarocken Prospekt von Behler & Waldenmaier um 1920 erbaut. Die Disposition lautet:
| I. Manual C–f3 |       |
| Bourdon        | 16′   |
| Principal      | 08′   |
| Flöte          | 08′   |
| Dolce          | 08′   |
| Gamba          | 08′   |
| Octav          | 04′   |
| Mixtur IV      | 2 ⁄3′ |

| II. Manual C–f3 |    |
| Salicional      | 8′ |
| Gedackt         | 8′ |
| Gemshorn        | 8′ |
| Geigenprincipal | 4′ |

| Pedal C–d1   |     |
| Subbaß       | 16′ |
| Stillgedeckt | 16′ |
| Octavbaß     | 08′ |

- Koppeln: II/I, I/P, II/P, Suboktavkoppel II/I, Superoktavkoppel II/I
- Spielhilfen: Piano, Mezzoforte, Forte, Fortissimo, Auslöser